# Can Pitarra (Campins)
Can Pitarra és una masia eclèctica de Campins (Vallès Oriental) inclosa a l'Inventari del Patrimoni Arquitectònic de Catalunya. Les masies de Can Pitarra i Can Collell estan situades al nord del nucli de Campins, molt a prop del veïnat de Dalt.

## Descripció
Es tracta de dues masies adossades de planta irregular compostes de diversos cossos. La coberta del cos principal de Can Pitarra és de dos aiguavessos de teula àrab amb carener perpendicular a la façana. En alçada, el cos principal, consta de planta baixa i primer pis. A la planta baixa de la façana principal s'observa una arcada de tres arcs de mig punt separats per pilars, per sobre hi ha una terrassa envoltada per una balustrada amb el bust del dramaturg Frederic Soler (1839-1895), àlies Pitarra, al centre. Els paraments dels murs combinen la maçoneria de pedra rústica i el maó.
Al costat nord del cos principal hi ha adossat un cos de planta rectangular i coberta de dos aiguavessos de teula àrab. Aquest cos auxiliar està adossat a la masia de Can Collell. La masia de Can Collell és de planta rectangular i tres crugies. La coberta és de dos aiguavessos de teula àrab amb carener paral·lel a la façana. Els paraments dels murs són de maçoneria de pedra rústica i s'observen les restes de l'arrebossat.

## Història
La masia de Can Pitarra va ser construïda, adossada a la masia de Can Collell, a finals del segle xix (1886) pel dramaturg i poeta Frederic Soler, conegut com a Serafí Pitarra. Després de la mort del literat la propietat passà a mans de la seva filla Blanca.
La masia de Can Collell està documentada des del segle xvi.